# Cyathea horridula
Cyathea horridula är en ormbunkeart som beskrevs av Edwin Bingham Copeland. Cyathea horridula ingår i släktet Cyathea och familjen Cyatheaceae. Inga underarter finns listade.